# Wassersportfreunde von 1898 Hannover
Il Wassersportfreunde von 1898 Hannover, meglio noto come Waspo Hannover, è una società sportiva di Hannover fondata nel 1898 che si occupa di nuoto e pallanuoto. La squadra maschile di pallanuoto milita nella massima serie tedesca, la Deutsche Wasserball-Liga, ed è stata per quattordici volte campione di Germania.

## Storia
Il club fu fondato il 9 giugno 1898 con il nome di Schwimm-Club Hannover von 1898 e il suo primo successo è datato 1903, in una staffetta mista 3x100m.
La Prima Guerra Mondiale segnò un brusco stop nello sviluppo del club che, dopo il conflitto, decise di fondersi insieme allo Schwimmsport-Club Hannover-Linden, andando a formare così lo Schwimm-Club Hannover-Linden von 1898.
La società fu riformata nuovamente nel 1934 e passò a chiamarsi Sportverein Wasserfreunde von 1898 Hannover, ottenendo fin da subito importanti successi in ambito natatorio, che si accompagnarono a quelli pallanuotistici, dove la squadra maschile si laureò campione di Germania in sette occasioni: 1921, 1922, 1923, 1927, 1936, 1937 e 1938.
Con lo scoppio della Seconda Guerra Mondiale il club conobbe uno dei capitoli più neri della sua esistenza, così come accadde a molte altre squadre che avevano fatto la storia della pallanuoto tedesca. A differenza di queste, tuttavia, la società di Hannover riuscì a risollevarsi, tornando a laurearsi campione di Germania nel 1948. Negli anni '50 torna in auge anche il nuoto, con diversi successi del club non solo in ambito maschile ma, per la prima volta, anche femminile. 
In ambito pallanuotistico, dopo molti anni poveri di soddisfazioni a causa soprattutto del dominio quasi incontrastato dello Spandau Berlino, vincitore di trentatré titoli in trentasei anni, il Waspo è stata la prima formazione ad aver interrotto la striscia di successi della squadra berlinese nel 1993, dopo 14 anni.
Nell'ottobre 2012 il club assume la denominazione attuale. Tra il 2017 ed il 2025 si laurea campione di Germania in ben sei occasioni.

## Palmarès

### Trofei nazionali
- Campionato tedesco: 15

1921, 1922, 1923, 1927, 1936, 1937, 1938, 1948, 1993, 2018, 2020, 2021, 2022, 2024, 2025
- Coppa di Germania: 9

1998, 2003, 2017, 2018, 2019, 2021, 2022, 2023, 2025
- Supercoppa di Germania maschile: 4

2017, 2018, 2019, 2020

## Rosa 2023-2024
| N° |                     | Ruolo | Giocatore               |
| -- | ------------------- | ----- | ----------------------- |
|    | Germania (bandiera) | P     | Henry Bock              |
|    | Germania (bandiera) | P     | Kevin Goetz             |
|    | Germania (bandiera) | P     | Felix Benke             |
|    | Croazia (bandiera)  |       | Marko Macan             |
|    | Germania (bandiera) |       | Niclas Schipper         |
|    | Germania (bandiera) |       | Kacper Marek Langiewicz |
|    | Germania (bandiera) |       | Maximilian Froreich     |
|    | Germania (bandiera) |       | Kristof Takacs          |

| N° |                     | Ruolo | Giocatore         |
| -- | ------------------- | ----- | ----------------- |
|    | Croazia (bandiera)  |       | Luka Lozina       |
|    | Germania (bandiera) |       | Mark Gansen       |
|    | Germania (bandiera) |       | Luk Jaeschke      |
|    | Croazia (bandiera)  |       | Nikola Milardović |
|    | Croazia (bandiera)  |       | Hrvoje Benič      |
|    | Croazia (bandiera)  |       | Andrija Basič     |
|    | Germania (bandiera) |       | Linus Schuetze    |